# Марк Валерий Максим
Марк Валерий Максим (лат. Marcus Valerius Maximus) — консул Древнего Рима 312 до н. э.
В 312 до н. э. во время Второй Самнитской войны Марк Валерий был избран консулом. Во время своего консульства он воевал в Самнии, «добивал остатки противника». В 308 до н. э. в качестве легата воевал под началом диктатора Луция Папирия Курсора. В том же году Марк Валерий в четвёртый раз был избран претором.
В 307 до н. э. Марк Валерий стал цензором. Вместе с коллегой он занимался постройкой новых дорог за казённый счёт.